# Vilopriu (kommun)
Vilopriu är en kommun i Spanien.   Den ligger i provinsen Província de Girona och regionen Katalonien, i den östra delen av landet, 600 km öster om huvudstaden Madrid. Antalet invånare är 217.